# Rohru
Rohru är en ort i Indien.   Den ligger i distriktet Shimla och delstaten Himachal Pradesh, i den norra delen av landet, 290 km norr om huvudstaden New Delhi. Rohru ligger 1 537 meter över havet och antalet invånare är 8 160.
Terrängen runt Rohru är bergig åt sydväst, men åt nordost är den kuperad. Rohru ligger nere i en dal. Runt Rohru är det ganska tätbefolkat, med 111 invånare per kvadratkilometer. Rohru är det största samhället i trakten. I omgivningarna runt Rohru växer i huvudsak blandskog.